# João Morais
João Pedro Morais, conhecido como Morais MPIH (Cascais, Cascais, 6 de Março de 1935 - Vila do Conde, Vila do Conde, 27 de Abril de 2010) foi um futebolista português que jogava como Lateral.

## Carreira
Iniciou a sua carreira no Caldas tendo passado posteriormente pelo Torreense, ingressando no Sporting em 1954. 
Morais ficou na história do futebol português ao marcar um belo gol na final da Taça dos Clubes Vencedores de Taças de 1963–64 contra o MTK Budapest. Essa foi a única Taça dos Clubes Vencedores de Taças conquistada por um clube português. Este feito, conhecido como Cantinho do Morais daria origem à canção homónima popularizada pela cantora Maria José Valério.
Morais deixou o Sporting em 1969, jogando ainda no Rio Ave, clube do qual seria também treinador e no Paços de Ferreira
Em 19 de Dezembro de 1966, ele foi agraciado com a Medalha de Prata da Ordem do Infante D. Henrique.
Morais se estabeleceu em Vila do Conde - a cidade de seu penúltimo clube - depois de se aposentar, indo trabalhar como funcionário da Câmara Municipal. Ele morreu em 27 de abril de 2010, aos 75 anos, após uma longa batalha contra a doença.

## Seleção
Ele fez 10 jogos pela Seleção Portuguesa. Morais fez três jogos na fase final da Copa do Mundo de 1966 na Inglaterra.
Morais jogou contra à Hungria (3-1), contra o Brasil (3-1) e contra à Coreia do Norte (5-3). Ele lesionou Pelé durante o jogo Portugal 3-1 Brasil, após uma entrada com violência por ter sido, também alegadamente, agredido minutos antes através de uma cabeçada pelo mesmo Pelé.
Depois de terminado o Mundial, Morais jogou mais quatro vezes pela seleção, três delas em jogos de qualificação para a Eurocopa de 1968.

## Títulos
- Primeira Liga: 1961–62, 1965–66
- Taça de Portugal: 1962–63
- Taça dos Clubes Vencedores de Taças: 1963–64